# Ópera Estatal de Praga
La Ópera Estatal (en checo, Státní opera Praha) es una compañía de ópera y ballet de Praga, en la República Checa. El teatro se fundó originalmente en 1888 como "Nuevo Teatro Alemán", y tiene su sede en un edificio diseñado por los arquitectos vieneses Fellner und Helmer. Desde 2015 está integrado en la compañía del Teatro Nacional de Praga.

## Historia

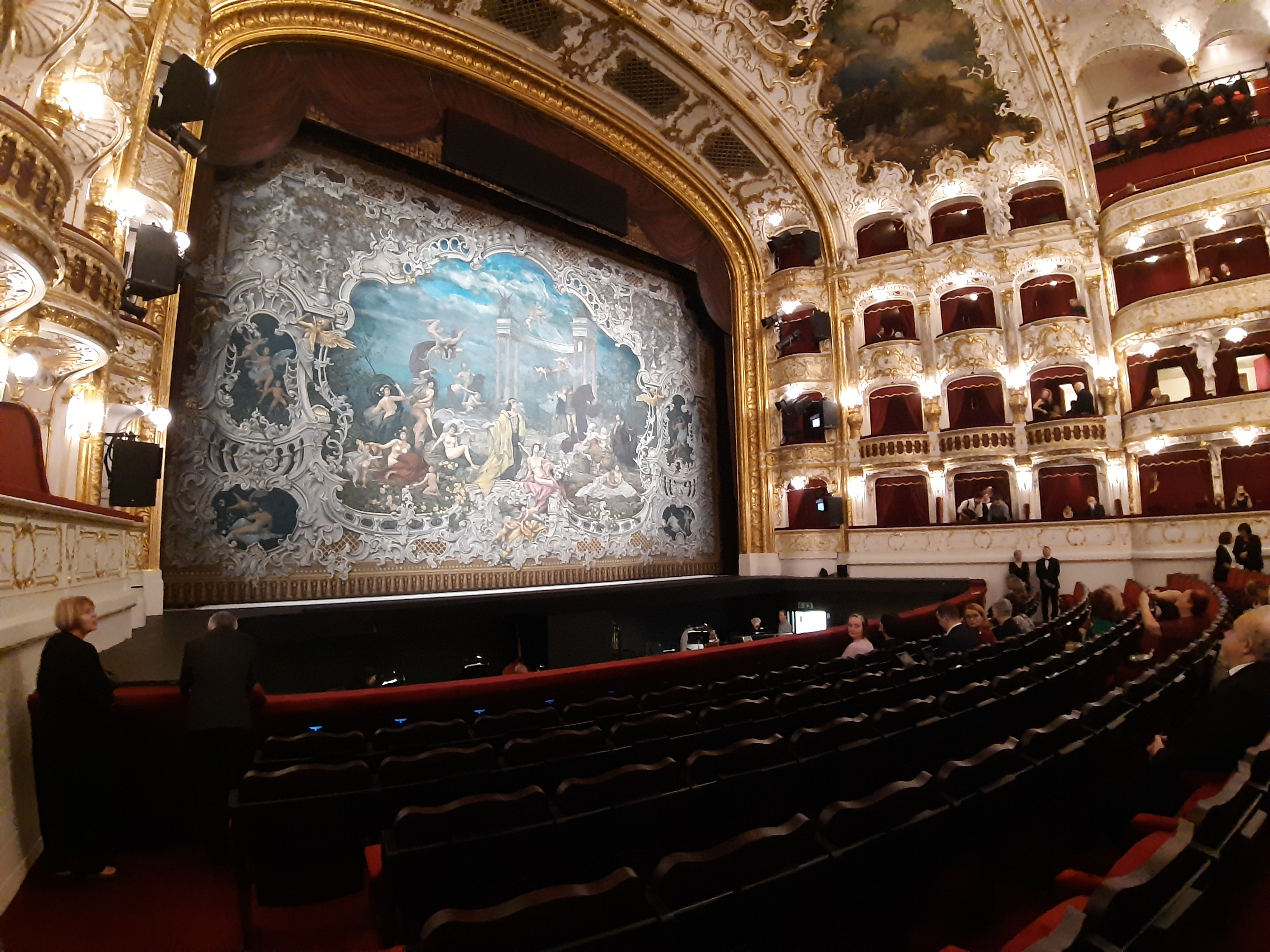
El auditorio de la ópera.

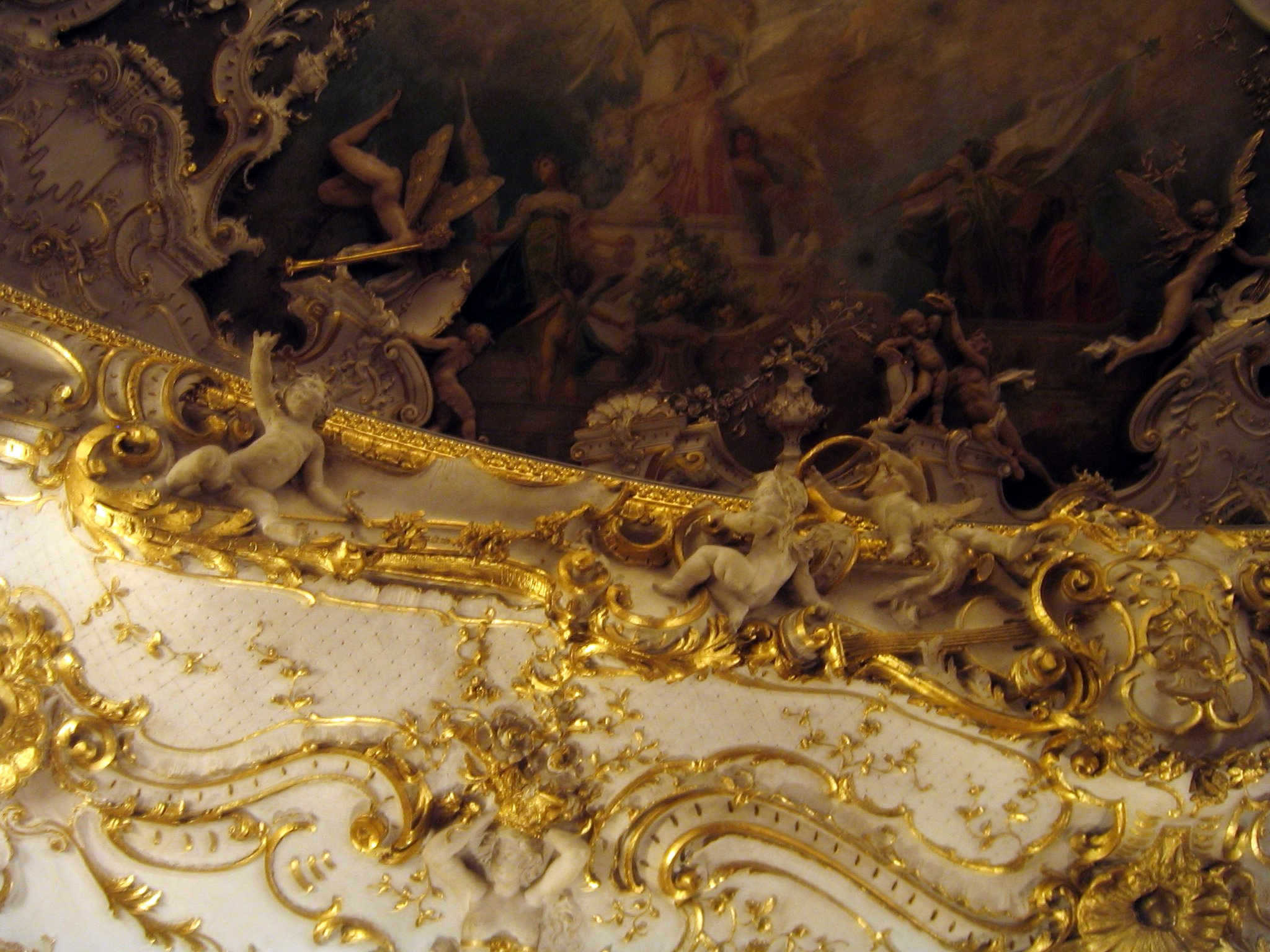
Detalle de la techumbre.

A finales del siglo XIX, la apertura en Praga del Teatro Nacional, que se convirtió en la sede de la nueva ópera nacional checa, creó la necesidad en la importante comunidad germana de la ciudad (perteneciente al Imperio Austrohúngaro) de tener un teatro propio, dedicado a la presentación del repertorio en idioma alemán. Con este fin, en 1883 se creó una sociedad cuyo objetivo sería recaudar fondos para la construcción del nuevo teatro y la puesta en marcha de la compañía. Se encargó el proyecto a la conocida oficina de arquitectos compuesta por Ferdinand Fellner y Hermann Helmer, de Viena, especializados en la construcción de teatros, que diseñaron un edificio en el mismo estilo neorrenacentista de la mayoría de los nuevos edificios públicos de la época en Praga, como el cercano Museo Nacional o el propio Teatro Nacional. El auditorio, en estilo neo-rococó, fue reconocido como uno de los más bellos de Europa.
El Teatro se abrió el 5 de enero de 1888, bajo el nombre de Neues deutsches Teather ("Nuevo Teatro alemán"), con una representación de Los maestros cantores de Núremberg, de Richard Wagner. El director del nuevo teatro fue Angelo Neumann, que pronto llevó a la compañía a un importante nivel artístico, que atrajo a grandes directores, como Gustav Mahler, Richard Strauss, Arthur Nikisch, Karl Muck, Franz Schalk, Otto Klemperer o Leo Blech. Tras la muerte de Neumann, en 1911, el compositor Alexander von Zemlinsky asumió la dirección, haciéndose famoso por sus interpretaciones de Mozart, y por la presentación de nuevas obras de Ernst Krenek, Paul Hindemith, Erich Wolfgang Korngold o Franz Schrecker. En esta etapa, grandes cantantes como Friedrich Schorr, Leo Slezak, Richard Tauber o Lotte Lehmann participaron en las temporadas del teatro. Tras Zemlinsky asumieron la dirección del teatro importantes nombres de la dirección orquestal, como el alemán William Steinberg o el húngaro George Szell.
En septiembre de 1938, la Sociedad del Teatro Alemán se disolvió y vendió el teatro al estado checoslovaco. Tras la ocupación nazi, el teatro se renombró como Deutsches Opernhaus, y se disolvió la compañía, presentándose solo compañías alemanas en gira.
Tras el fin de la guerra y la caída del régimen nazi en Checoslovaquia, un grupo de artistas encabezados por Alois Hába y Václav Kašlík impulsó la creación del Teatro del 5 de Mayo, que se inauguró con la primera ópera de Bedřich Smetana, Los brandeburgueses en Bohemia en septiembre de 1945. El nuevo teatro se convirtió en una alternativa, con puestas en escena de vanguardia, al más conservador Teatro Nacional. Pero, tras solo tres temporadas de gran éxito, la competencia provocó que se decretara la fusión del Teatro 5 de mayo con la Ópera Nacional.
Desde 1949, el teatro, renombrado como Teatro Smetana se convirtió en la segunda casa del Teatro Nacional, acogiendo un variado repertorio internacional, y dando un lugar destacado al ballet. Debido a la gran capacidad de su escenario, era el lugar elegido para la presentación en gira de las grandes compañías de ópera internacionales, como la del Teatro Bolshoi de Moscú en 1973 o la Ópera Estatal de Viena en 1979 (Ariadne auf Naxos, de Strauss, con Edita Gruberova y Karl Böhm).
Tras la Revolución de terciopelo de 1989, el teatro recobró su independencia de la Ópera Nacional, y fue rebautizado como Ópera Estatal. La nueva compañía adoptó un repertorio amplio, pero con gran peso del legado de la ópera del siglo XX, y de estrenos de nuevas obras.
Desde 2015, la compañía del Teatro Estatal volvió a integrarse en el marco de la Ópera Nacional de Praga, compartiendo su programación con el Teatro Nacional y el Teatro Estatal.

## Estrenos destacados en el Teatro
- Nikolaus von Reznicek: Donna Diana (16 de diciembre de 1894)
- Eugen d'Albert: Tiefland (15 de noviembre de 1903)
- Arnold Schoenberg: Erwartung (6 de junio de 1924)
- Eduard Künneke: Der Tenor der Herzogin (8 de febrero de 1930)
- Ernst Krenek: Karl V. (15 de junio de 1938)
- Bohuslav Martinu: Mirandolina (17 de mayo de 1959)